# قائمة الحاصلين على ميداليات بارالمبية في كرة الريشة

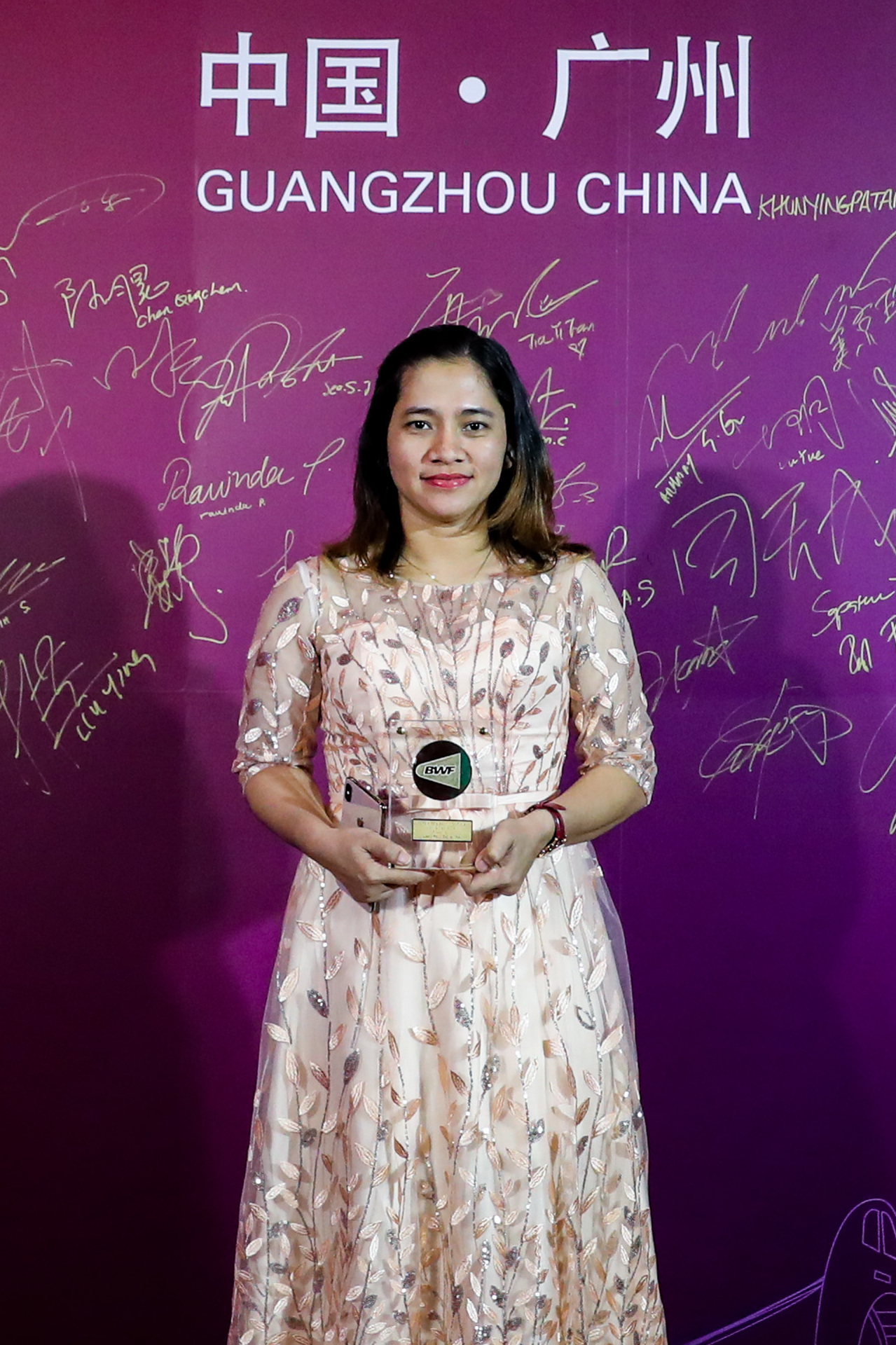
ليني راتري أوكتيلا لعبت ثلاث نهائيات في بارالمبياد 2020، وهي حاليا أكثر البارالمبيين تتويجا في الريشة الطائرة، بثلاث ذهبيات وفضيتين.

أضيفت الريشة الطائرة لأول مرة في برنامج الألعاب البارالمبية في دورة الألعاب البارالمبية الصيفية 2020 التي أقيمت في طوكيو اليابانية.
الريشة الطائرة لذوي الاحتياجات الخاصة هي نوع من الريشة الطائرة مخصصة للرياضيين ذوي الإعاقات الجسدية المتنوعة. تخضع هذه الرياضة لإدارة الاتحاد الدولي لريشة الطائرة منذ 2011.
تُعد ليني راتري أوكتيلا أكثر رياضية حصلت على ميداليات بارالمبية في رياضة الريشة الطائرة، برصيد 3 ذهبيات وفضيتين كو زيمو وسارينا ساتومي (ذهبيتان)، تشنغ هيفانغ، ليو يوتونغ ولوكاس مازور (ذهبية واحدة، فضية واحدة) لكل منهم، دايكي كاجيوارا ويوما يامازاكي (ذهبية واحدة، برونزية واحدة)، كيم جونغ جون (فضيتان)، ما هويهوي، ين منغلو، أياكو سوزوكي، لي دونغ سوب، وسوجيرات بوخام (فضية واحدة، برونزية واحدة) وأكيكو سوغينو (برونزيتان) هم في المرتبة الثانية لأكبر عدد من الميداليات في الريشة الطائرة، كل منهم بميداليتين. ليني راتري أوكتيلا، كو زيمو وسارينا ساتومي هم أكثر من حصد ميداليات ذهبية في هذه المسابقة.
اعتبارا من الألعاب البارالمبية الصيفية 2020، كانت الصين الدولة الأكثر نجاحا في الريشة الطائرة، حيث فازت بعشر ميداليات؛ 8 منها كانت من بطولات فردي وزوجي النساء. اليابان (9 ميداليات) وإندونيسيا (6 ميداليات) هما الدولتان الوحيدتان الأخريان اللتان حصلتا على أكثر من خمس ميداليات. بلغ مجموع الميداليات التي مُنحت في مسابقات هذه الرياضة 42 ميدالية (14 ذهبية، 14 فضية، و14 برونزية)، حصل عليها 38 رياضيا ينتمون لعشر لجان بارالمبية وطنية.

## الرجال

### فردي الرجال

#### فردي الرجال دبليو إتش 1
| الألعاب    | الذهبية       | الفضية                       | البرونزية                  |
| ---------- | ------------- | ---------------------------- | -------------------------- |
| طوكيو 2020 | كو زيمو الصين | لي سام سوب كوريا الجنوبية    | لي دونغ سوب كوريا الجنوبية |
| باريس 2024 | كو زيمو الصين | تشوي جونغ مان كوريا الجنوبية | توماس واندشنايدر ألمانيا   |

#### فردي الرجال دبليو إتش 2
| الألعاب    | الذهبية                | الفضية                      | البرونزية                   |
| ---------- | ---------------------- | --------------------------- | --------------------------- |
| طوكيو 2020 | دايكي كاجيوارا اليابان | كيم جونغ جون كوريا الجنوبية | تشان هو يوين هونغ كونغ      |
| باريس 2024 | دايكي كاجيوارا اليابان | تشان هو يوين هونغ كونغ      | كيم جونغ جون كوريا الجنوبية |

#### فردي الرجال إس إل 3
| الألعاب    | الذهبية             | الفضية                       | البرونزية              |
| ---------- | ------------------- | ---------------------------- | ---------------------- |
| طوكيو 2020 | برامود بهاغات الهند | دانيال بيثيل بريطانيا العظمى | مانوج ساركار الهند     |
| باريس 2024 | كومار نيتيش الهند   | دانيال بيثيل بريطانيا العظمى | مونغخون بونسون تايلاند |

#### فردي الرجال إس إل 4
| الألعاب    | الذهبية           | الفضية                        | البرونزية                |
| ---------- | ----------------- | ----------------------------- | ------------------------ |
| طوكيو 2020 | لوكاس مازور فرنسا | سوهاس لالينكيري ياثيراج الهند | فريدي سيتياوان إندونيسيا |
| باريس 2024 | لوكاس مازور فرنسا | سوهاس لالينكيري ياثيراج الهند | فريدي سيتياوان إندونيسيا |

#### فردي الرجال إس يو 5
| الألعاب    | الذهبية             | الفضية                   | البرونزية                |
| ---------- | ------------------- | ------------------------ | ------------------------ |
| طوكيو 2020 | تشيا ليك هو ماليزيا | ديفا أنريموستي إندونيسيا | سوريو نوغروهو إندونيسيا  |
| باريس 2024 | تشيا ليك هو ماليزيا | سوريو نوغروهو إندونيسيا  | ديفا أنريموستي إندونيسيا |

#### فردي الرجال إس إتش 6
| الألعاب    | الذهبية                                   | الفضية                       | البرونزية                    |
| ---------- | ----------------------------------------- | ---------------------------- | ---------------------------- |
| طوكيو 2020 | كريشنا ناجار (ريشة طائرة بارالمبية) الهند | تشو مان كاي هونغ كونغ        | كريستن كومبس بريطانيا العظمى |
| باريس 2024 | تشارلز نوكس فرنسا                         | كريستن كومبس بريطانيا العظمى | فيتور تافاريز البرازيل       |

### زوجي الرجال

#### زوجي الرجال دبليو إتش 1–دبليو إتش 2
| الألعاب    | الذهبية                   | الفضية                                  | البرونزية                             |
| ---------- | ------------------------- | --------------------------------------- | ------------------------------------- |
| طوكيو 2020 | الصين ماي جيانبنغ كو زيمو | كوريا الجنوبية كيم جونغ جون لي دونغ سوب | اليابان دايكي كاجيوارا هيروشي مورايما |
| باريس 2024 | الصين ماي جيانبنغ كو زيمو | كوريا الجنوبية جيونغ جاي غون يو سو يونغ | اليابان دايكي كاجيوارا هيروشي مورايما |

## النساء

### فردي النساء

#### فردي النساء دبليو إتش 1
| الألعاب    | الذهبية               | الفضية                | البرونزية      |
| ---------- | --------------------- | --------------------- | -------------- |
| طوكيو 2020 | سارينا ساتومي اليابان | سوجيرات بوخام تايلاند | ين منغلو الصين |
| باريس 2024 | سارينا ساتومي اليابان | سوجيرات بوخام تايلاند | ين منغلو الصين |

#### فردي النساء دبليو إتش 2
| الألعاب    | الذهبية          | الفضية            | البرونزية             |
| ---------- | ---------------- | ----------------- | --------------------- |
| طوكيو 2020 | ليو يوتونغ الصين | شو تينغتينغ الصين | يوما يامازاكي اليابان |
| باريس 2024 | ليو يوتونغ الصين | لي هونغيان الصين  | إيلاريا رينغلي سويسرا |

#### فردي النساء إس إل 3
| الألعاب    | الذهبية           | الفضية                        | البرونزية                  |
| ---------- | ----------------- | ----------------------------- | -------------------------- |
| باريس 2024 | شياو زوشيان الصين | قونيتا إختيار شكورة إندونيسيا | مريم إنيولا بولاجي نيجيريا |

#### فردي النساء إس إل 4
| الألعاب    | الذهبية           | الفضية                       | البرونزية               |
| ---------- | ----------------- | ---------------------------- | ----------------------- |
| طوكيو 2020 | تشنغ هيفانغ الصين | ليني راتري أوكتيلا إندونيسيا | ما هويهوي الصين         |
| باريس 2024 | تشنغ هيفانغ الصين | ليني راتري أوكتيلا إندونيسيا | هيلي صوفي ساغوي النرويج |

#### فردي النساء إس يو 5
| الألعاب    | الذهبية             | الفضية                     | البرونزية            |
| ---------- | ------------------- | -------------------------- | -------------------- |
| طوكيو 2020 | يانغ تشيو شيا الصين | أياكو سوزوكي اليابان       | أكيكو سوغينو اليابان |
| باريس 2024 | يانغ تشيو شيا الصين | ثولاسيماثي موروغيسان الهند | مانيشا راماداس الهند |

### زوجي النساء

#### زوجي النساء دبليو إتش 1–دبليو إتش 2
| الألعاب    | الذهبية                             | الفضية                              | البرونزية                            |
| ---------- | ----------------------------------- | ----------------------------------- | ------------------------------------ |
| طوكيو 2020 | اليابان سارينا ساتومي يوما يامازاكي | الصين ليو يوتونغ ين منغلو           | تايلاند سوجيرات بوخام أمنوي ويتويثان |
| باريس 2024 | الصين ين منغلو ليو يوتونغ           | اليابان سارينا ساتومي يوما يامازاكي | تايلاند سوجيرات بوخام أمنوي ويتويثان |

#### زوجي النساء إس إل 3–إس يو 5
| الألعاب    | الذهبية                                     | الفضية                      | البرونزية                        |
| ---------- | ------------------------------------------- | --------------------------- | -------------------------------- |
| طوكيو 2020 | إندونيسيا ليني راتري أوكتيلا خليماتوس سعدية | الصين تشنغ هيفانغ ما هويهوي | اليابان نوريكو إيتو أياكو سوزوكي |

## المختلط

### زوجي مختلط إس إل 3–إس يو 5
| الألعاب    | الذهبية                                   | الفضية                                  | البرونزية                             |
| ---------- | ----------------------------------------- | --------------------------------------- | ------------------------------------- |
| طوكيو 2020 | إندونيسيا هاري سوسانتو ليني راتري أوكتيلا | فرنسا لوكاس مازور فوستين نويل           | اليابان دايسوكي فوجيهارا أكيكو سوغينو |
| باريس 2024 | إندونيسيا حكمة رمضاني ليني راتري أوكتيلا  | إندونيسيا فريدي سيتياوان خليماتوس سعدية | فرنسا لوكاس مازور فوستين نويل         |

### زوجي مختلط إس إتش 6
| الألعاب    | الذهبية                   | الفضية                                       | البرونزية                                            |
| ---------- | ------------------------- | -------------------------------------------- | ---------------------------------------------------- |
| باريس 2024 | الصين لين نايلي لي فنغماي | الولايات المتحدة مايلز كرايفسكي جايسي سايمون | إندونيسيا سوبهان (ريشة طائرة بارالمبية) رينا مارلينا |

## إحصائيات

### ترتيب المتوجين
| صاحب(ة) الميدالية       | الدولة                | الدورة البارالمبية الصيفية | الذهبية | الفضية | البرونزية | المجموع |
| ----------------------- | --------------------- | -------------------------- | ------- | ------ | --------- | ------- |
| ليني راتري أوكتيلا      | إندونيسيا (INA)       | 2020                       | 2       | 1      | 0         | 3       |
| كو زيمو                 | الصين (CHN)           | 2020                       | 2       | 0      | 0         | 2       |
| سارينا ساتومي           | اليابان (JPN)         | 2020                       | 2       | 0      | 0         | 2       |
| تشنغ هيفانغ             | الصين (CHN)           | 2020                       | 1       | 1      | 0         | 2       |
| ليو يوتونغ              | الصين (CHN)           | 2020                       | 1       | 1      | 0         | 2       |
| لوكاس مازور             | فرنسا (FRA)           | 2020                       | 1       | 1      | 0         | 2       |
| دايكي كاجيوارا          | اليابان (JPN)         | 2020                       | 1       | 0      | 1         | 2       |
| يوما يامازاكي           | اليابان (JPN)         | 2020                       | 1       | 0      | 1         | 2       |
| ماي جيانبنغ             | الصين (CHN)           | 2020                       | 1       | 0      | 0         | 1       |
| يانغ تشيو شيا           | الصين (CHN)           | 2020                       | 1       | 0      | 0         | 1       |
| برامود بهاغات           | الهند (IND)           | 2020                       | 1       | 0      | 0         | 1       |
| كريشنا ناجار            | الهند (IND)           | 2020                       | 1       | 0      | 0         | 1       |
| خليماتوس سعدية          | إندونيسيا (INA)       | 2020                       | 1       | 0      | 0         | 1       |
| هاري سوسانتو            | إندونيسيا (INA)       | 2020                       | 1       | 0      | 0         | 1       |
| تشيا ليك هو             | ماليزيا (MAS)         | 2020                       | 1       | 0      | 0         | 1       |
| كيم جونغ جون            | كوريا الجنوبية (KOR)  | 2020                       | 0       | 2      | 0         | 2       |
| ما هويهوي               | الصين (CHN)           | 2020                       | 0       | 1      | 1         | 2       |
| ين منغلو                | الصين (CHN)           | 2020                       | 0       | 1      | 1         | 2       |
| أياكو سوزوكي            | اليابان (JPN)         | 2020                       | 0       | 1      | 1         | 2       |
| لي دونغ سوب             | كوريا الجنوبية (KOR)  | 2020                       | 0       | 1      | 1         | 2       |
| سوجيرات بوخام           | تايلاند (THA)         | 2020                       | 0       | 1      | 1         | 2       |
| شو تينغتينغ             | الصين (CHN)           | 2020                       | 0       | 1      | 0         | 1       |
| فوستين نويل             | فرنسا (FRA)           | 2020                       | 0       | 1      | 0         | 1       |
| دانيال بيثيل            | بريطانيا العظمى (GBR) | 2020                       | 0       | 1      | 0         | 1       |
| تشو مان كاي             | هونغ كونغ (HKG)       | 2020                       | 0       | 1      | 0         | 1       |
| سوهاس لالينكيري ياثيراج | الهند (IND)           | 2020                       | 0       | 1      | 0         | 1       |
| ديفا أنريموستي          | إندونيسيا (INA)       | 2020                       | 0       | 1      | 0         | 1       |
| لي سام سوب              | كوريا الجنوبية (KOR)  | 2020                       | 0       | 1      | 0         | 1       |
| أكيكو سوغينو            | اليابان (JPN)         | 2020                       | 0       | 0      | 2         | 2       |
| كريستن كومبس            | بريطانيا العظمى (GBR) | 2020                       | 0       | 0      | 1         | 1       |
| تشان هو يوين            | هونغ كونغ (HKG)       | 2020                       | 0       | 0      | 1         | 1       |
| مانوج ساركار            | الهند (IND)           | 2020                       | 0       | 0      | 1         | 1       |
| سوريو نوغروهو           | إندونيسيا (INA)       | 2020                       | 0       | 0      | 1         | 1       |
| فريدي سيتياوان          | إندونيسيا (INA)       | 2020                       | 0       | 0      | 1         | 1       |
| دايسوكي فوجيهارا        | اليابان (JPN)         | 2020                       | 0       | 0      | 1         | 1       |
| نوريكو إيتو             | اليابان (JPN)         | 2020                       | 0       | 0      | 1         | 1       |
| هيروشي مورايما          | اليابان (JPN)         | 2020                       | 0       | 0      | 1         | 1       |
| أمنوي ويتويثان          | تايلاند (THA)         | 2020                       | 0       | 0      | 1         | 1       |
| المجموع                 | المجموع               | المجموع                    | 18      | 18     | 18        | 54      |

## أنظر أيضا
- كرة الريشة في الألعاب البارالمبية الصيفية